# Куно фон Нортхайм
Куно фон Нортхайм/Байхлинген (на немски: Kuno von Northeim, Kuno von Beichlingen, * 1050/1060, † 1103) от графския род Нортхайми е граф на Байхлинген.
Той е третият син на Ото Нортхаймски (1020 – 1083), граф на Нортхайм и херцог на Бавария, и съпругата му Рихенза Швабска (1025 – 1083), дъщеря на херцог Ото II от Швабия. Най-големият му брат е Хайнрих Дебели († 1101), маркграф на Фризия.
Куно е през 1075/1076 г. след потушаването на първото въстание на баща му срещу крал Хайнрих IV е заложник при Хайнрих IV.
Около 1087 г. той се жени за вдовицата графиня Кунигунда фон Ваймар-Орламюнде (* 1055, † 8 юни 1140), дъщеря на графа на Ваймар и Орламюнде и маркграф на Майсен Ото I и Адела Брабантска. Първият съпруг на Кунигунда, волнският княз Ярополк Изяславич, е убит през ноември 1086 г. и тя резидира оттогава в дворец Байхлинген при Кьоледа в Тюрингия. С този брак Куно получава двореца и графство Байхлинген.
Кунигунда и Куно подаряват през 1088/1089 г. бенедиктинския манастир Олдислебен на Унструт.
Куно е убит през 1103 г. от двама негови васали, по-късните графове Елгер фон Илфелд и Христиан фон Ротенбург.

## Деца
Куно фон Нортхайм/Байхлинген има с Кунигунда фон Ваймар-Орламюнде четири дъщери:

- Матилда фон Байхлинген († сл. 1117), омъжена за Хайнрих I († 1122), граф на Цутфен
- Адела фон Байхлинген († 1117/1123), омъжена първо за Дитрих III, граф на Катленбург († 1106), и втори път за граф Хелперих фон Пльотцкау († 1118), маркграф на Северната марка
- Лиутгард фон Байхлинген, омъжена 1100/1103 г. за Вилхелм I, граф на Люксембург († 1129/1131)
- Кунигунда фон Байхлинген († 1117/1118), омъжена първо 1110 г. за Випрехт III, граф на Грой (* ок. 1090; † ок. 27 януари 1116), и втори път 1116/1117 г. за маркграф Диполд III фон Фобург|Диполд III, маркграф на Фобург († 8 април 1146).

Вдовицата на Куно Кунигунда се омъжва през 1110 г. за трети път за граф Випрехт II фон Гройч, маркграф на маркграф на Майсен и на Лужица. Празнуват двойна сватба, понеже нейната дъщеря Кунигунда фон Байхлинген се омъжва за Випрехт III, син на Випрехт II.